# ブラック・バック作戦

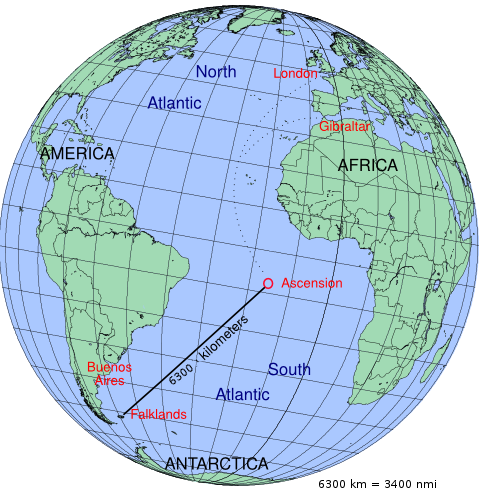
ブラック・バック作戦の作戦図

ブラック・バック作戦（Operation Black Buck）とはイギリス・アルゼンチン間で勃発したフォークランド紛争において、1982年5月1日から6月12日にかけてフォークランド諸島で行われたアルゼンチン軍に対するイギリス軍の空襲作戦。
実施当時世界最長距離の空襲作戦であり、実施に当たっては空中給油が駆使された。期間中7回にわたって実施され、内5回が成功している。

## 作戦の背景

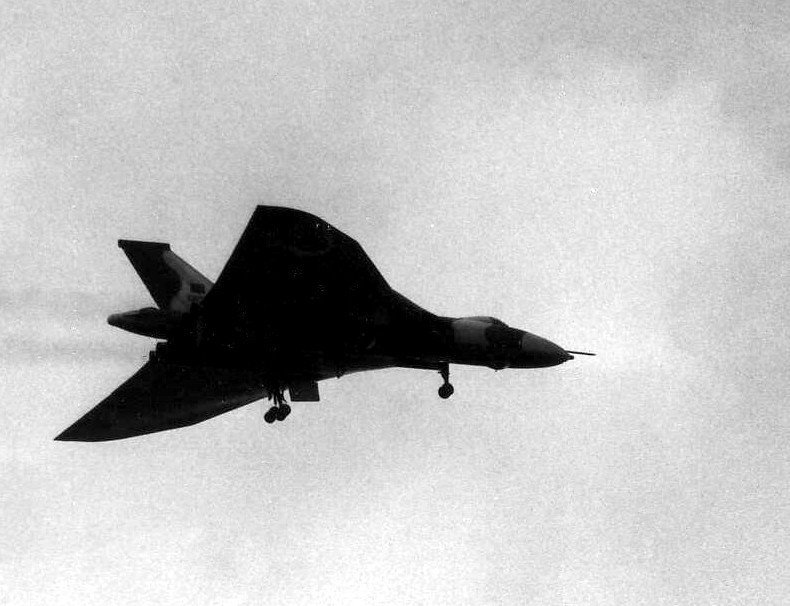
1982年5月18日、アセンション諸島上空のバルカン爆撃機

1982年3月30日から4月3日にかけて行われたアルゼンチン軍の上陸作戦によって同軍に掌握されたフォークランド諸島奪還の為、イギリス軍は4月初頭に本国より軽空母2隻と奪還用の地上部隊を中核とする機動部隊を派遣することを決定。ここにフォークランド紛争が勃発する。
アルゼンチン軍によって占領されたフォークランド諸島にはグース・グリーン、ペブル島など数か所に飛行場が存在するが、舗装整備され、なお且つジェット戦闘機の発着まで可能な長距離の滑走路を持つ飛行場は島都、ポート・スタンリーにのみ存在した。
イギリス軍は同飛行場からのアルゼンチン軍航空機による迎撃の阻害と輸送機によるアルゼンチン本国との輸送空路を断つためにこの飛行場を攻撃することを決定。フォークランド諸島より約6,000km北東に離れているイギリス領アセンション島のワイドアウェーク基地を拠点として、バルカン爆撃機とヴィクター空中給油機を使用した、当時としては最長距離になる長距離爆撃作戦を立案する。
これに伴い、作戦に参加するバルカン爆撃機は慣性航法装置の改良が行われ、パイロットらは空中給油の再訓練が行われた。

第一次作戦において、バルカン爆撃機は攻撃に際し、往路7回、帰路1回の給油を行う計画であった。実際には、爆撃本務機が故障したため、予備任務機が爆撃を実施している。

## 作戦

### 第一次作戦
1982年4月30日、アセンション島のワイドアウェーク基地より同島現地時間午後10時50分に、イギリス空軍第55、第57飛行隊のヴィクター空中給油機計11機(予備機1機を含む)が離陸。続いて1,000ポンド通常爆弾21発を搭載した第101飛行隊のバルカン爆撃機2機(予備機1機を含む)が離陸、フォークランド諸島へ向け進路を取る。直後にまず、ヴィクター空中給油機1機が空中給油装置に不具合が見つかり帰還。続いてバルカン爆撃機の作戦担当機が予定の高度9,500mへ上昇中にキャビンの与圧が効かないことが分かり、帰還。これにより空爆は予備機のバルカンが行うことになる。

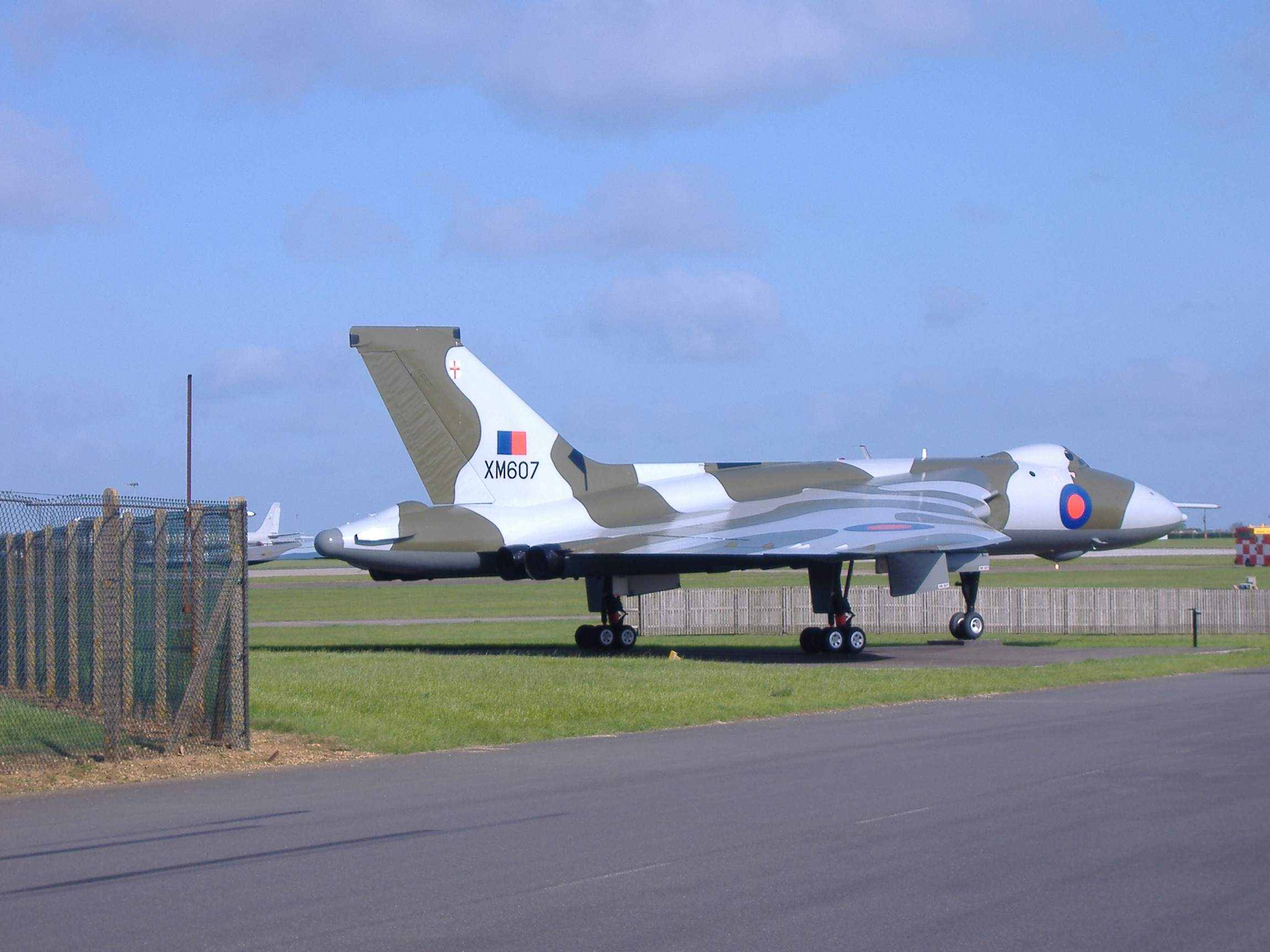
「XM607」ブラックバック作戦に参加した最初のバルカン爆撃機

まず、離陸から約45分後、アセンション島より約1,350kmの地点で4機のヴィクターがバルカンと残りのヴィクターに給油を行って帰還。同じように離陸から約2時間半後、アセンション島より約1,840kmで6機中、1機がバルカンに、2機が残りのヴィクターに給油を行って帰還。離陸から約4時間後、アセンション島より約3,000kmの地点で1機のヴィクターが残ったヴィクター2機に給油して帰還した。離陸から約5時間半後、アセンション島より約4,400kmの地点で4回目の給油が行われたがその際、ヴィクター同士の給油で燃料を受け取ろうとしたヴィクター1機の空中受油装置が乱気流で破損してしまう。この破損した機はバルカンに5回目の給油の為に随伴する予定の給油機だったため、この機はここで帰還する予定だった機と役割を交代すべく燃料を移し、帰還した。これらのアクシデントや飛行方法によってヴィクターは作戦に利用する燃料が当初の計画より大幅に消費されてしまっており、最後のヴィクターがアセンション島より約4,800kmの地点で5回目の給油をバルカンに行った時には給油を担当したヴィクター、バルカン共に当初の予定より帰還分の燃料が不足していた。これは帰還中に給油を行う機を増やすことで対処された。
5月1日早朝、バルカンはフォークランド諸島、ポートスタンレー空港より約460kmの地点でアルゼンチン軍レーダーをかいくぐるために降下を開始し、約370kmの地点で高度600mまで降下、さらに高度を下げて高度90mで目標に接近。約100kmの地点で爆撃レーダーを作動させて同島の地形、施設の位置の把握を行った。
この直後にポート・スタンレーに配備されていたアルゼンチン軍の早期警戒レーダーに捕捉されたバルカンは爆撃行程に入るべく目標まで約74kmの地点で投下する爆弾の運動エネルギー量を十分にするための高度3,000mに一気に上昇し、爆撃装置を自動投下にセットして投下ポイントへ水平飛行を行った。
目標から15kmの地点でバルカンが爆弾倉の投下扉を開いた直後、アルゼンチン軍が対空機関砲として各所に配備していたエリコンKD 35 mm 機関砲のスカイガード対空射撃統制レーダーがバルカンを捕捉、バルカンは搭載していたジャミングポッドで対抗しようとしたが運よくレーダーロックが途切れた。バルカンはそのまま投下ポイントへ向かい、目標手前8km地点の投下ポイントで爆撃装置の自動作動により爆弾21発を投下後、爆弾倉の投下扉を閉じて即退避。その数分後にアルゼンチン軍の対空砲火が放たれたが既に安全圏に退避を完了していたバルカンに被害はなく、爆撃成功の暗号「スーパーヒューズ」をアセンション島に送信後、帰途に就き、ブラジル沖合上空で待ち受けていたヴィクターから燃料を受け取った後、同日午後に無事にアセンション島への帰還に成功した。
投下した爆弾21発の内、4発が空港施設周辺に命中、その内の1発は滑走路に命中した。
アルゼンチン軍はこの空爆によって空港施設の一部や飛行場に駐機していたプカラ攻撃機数機が破損した他、20名弱のアルゼンチン兵が戦死したが、空港施設を機能不全に追い込むほどの損害は与えられておらず、アルゼンチン軍の使用するSTOL性能を持つロッキード C-130E/Hやフォッカー F28-3000 フェローシップ等の輸送機や長距離の滑走路が不要なプカラ、マッキ MB-339AAなど軽攻撃機は滑走路が破損していても運用が可能であり、長距離の滑走路が必要なミラージュIIIなどの戦闘機は元々アルゼンチン軍はフォークランド諸島には配備しない方針であったため、飛行場にはなく、被害はなかった。

### 第二次作戦
第二次作戦は1982年5月4日深夜から行われた。一次作戦と同じく、目標はポート・スタンレーの空港でアセンション島のワイドアウェーク基地より、イギリス空軍第55、第57飛行隊のヴィクター計11機(予備機1機を含む)と1,000ポンド通常爆弾21発を搭載した第50飛行隊のバルカン2機(予備機1機を含む)が用いられた。
今作戦では一次作戦における燃料消費等の問題から飛行中の編隊、ならびに給油方法が変更された。一次作戦ではバルカン、ヴィクター全機が一つの編隊を組み、給油箇所において給油を担当するヴィクターが他機すべてに給油していくというものだったが、本作戦においてはヴィクターを、フォークランド諸島へ3分の2の行程までバルカンに給油する編隊と、フォークランド諸島直前でバルカンへ給油するためのヴィクターを送るための編隊の、二つに分けて行うことで効率のよい飛行を行い、燃料消費を抑えるというやり方が取られた。
作戦担当のバルカンはポート・スタンレーへ空爆を行ったが、投下した爆弾は一次攻撃と違って目標を大きく逸れ、飛行場に被害を与えることはできなかった。

### 第三次作戦
第三次作戦は1982年5月12日に行われる予定であったが、悪天候の為中止されている。

### 第四次作戦

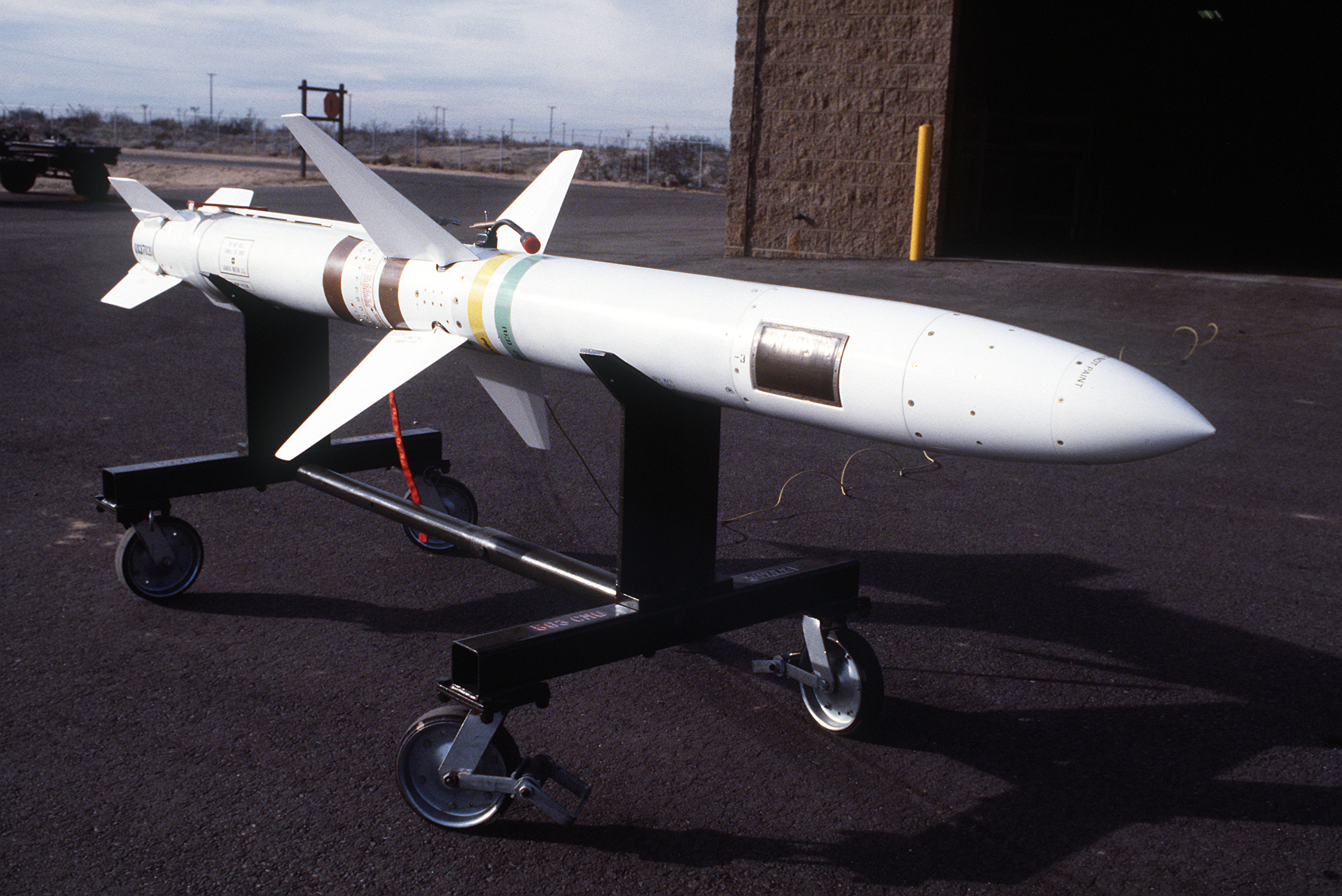
トロリー上のAGM-45 シュライク

今作戦から攻撃目標は、ポート・スタンレーの飛行場から、ポート・スタンレーに設置されたAN/TPS-43早期警戒レーダーや、35mm対空機関砲の射撃統制に用いられるスカイガード射撃統制レーダーなどに切り替えられた。
これはこの時点でフォークランド諸島において展開していた機動部隊に属し、アルゼンチン空、海軍の航空機に対しての要撃や対地攻撃を行っていたイギリス海、空軍のシーハリアー FRS.1やハリアー GR.3部隊がアルゼンチン軍の対空機関砲により損害が出ていた為である。
バルカン爆撃機はアセンション島にて米軍から供給されたシュライク対レーダーミサイルが運用可能なように両主翼下部にパイロンが1基ずつ装備され、それぞれにミサイル1発が装着されていた。
この第四次作戦は1982年5月28日に行われたが、バルカンに給油するためのヴィクター給油機の空中給油ホース格納器の故障から出撃から5時間で中止されている。

### 第五次作戦

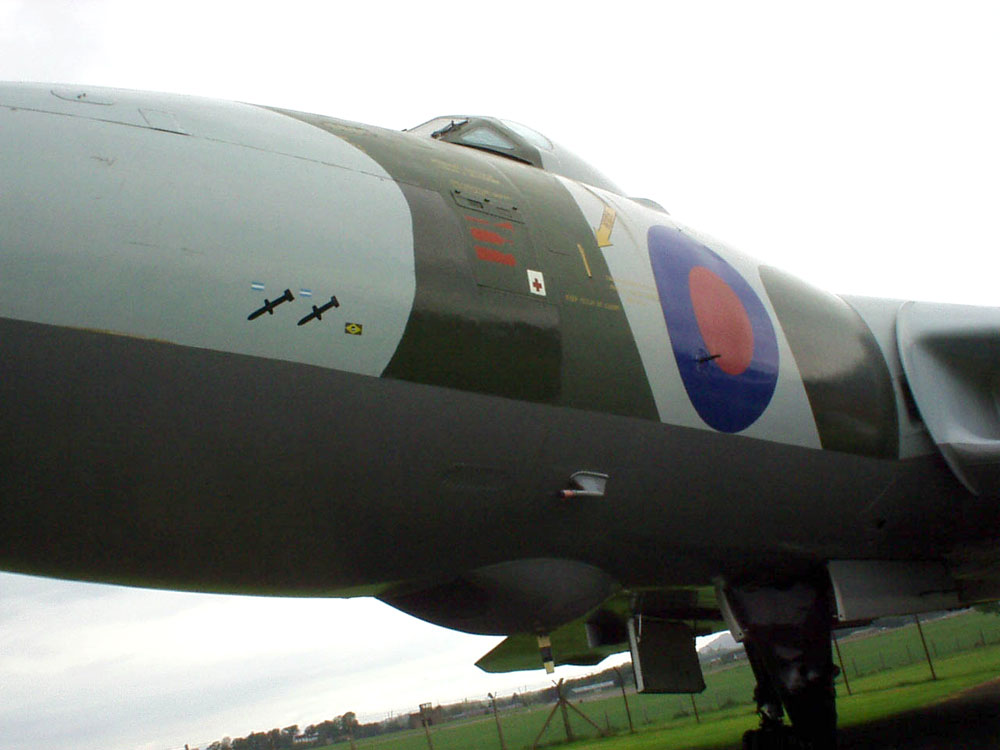
「XM597」二度のブラックバック作戦に参加したマーキングが見られる

第五次作戦は1982年5月31日夜に行われた。
イギリス空軍第55、第57飛行隊のヴィクター計11機とシュライク対レーダーミサイル2発を搭載した第50飛行隊のバルカンが用いられた。
一次、二次作戦と同様に低空からバルカンはフォークランド諸島に接近し、ポート・スタンレー近郊にてアルゼンチン軍の保有する35mm対空機関砲の射程外であった高度約4,900mまで上昇し、レーダーをかく乱させる為のチャフを散布しながら標的であるレーダー設備の探索を行った。この際、バルカンの乗員には民家近辺に設置されたレーダー施設への攻撃は民間人への被害を防ぐために禁止されていたが、それ以外のレーダー施設は自由に選んで攻撃してよいという命令が下っていたため、目標の選択にポート・スタンレー上空で若干留まることになった。
バルカンはアルゼンチン軍のAN/TPS-43早期警戒レーダーの一基を標的に定め、ミサイル2発を連続発射したがアルゼンチン軍はこのレーダー施設への攻撃を察知してミサイル発射の直後にレーダー波を停止させ、ミサイルの誘導が効かなくなりレーダー施設に命中せず、ほとんど損害は与えられなかった。

### 第六次作戦
第六次作戦は1982年6月3日に行われた。
イギリス空軍第55、第57飛行隊のヴィクター計11機と新たにパイロンを2基増設し、シュライク対レーダーミサイル4発が搭載された第50飛行隊のバルカンが用いられた。
第五次作戦と同様にバルカンは低空からフォークランド諸島に接近した後、約4,900mまで上昇後、攻撃に移ろうとしたがアルゼンチン軍レーダーから捕捉されたため、幾度となく回避運動を取り、約40分近くフォークランド諸島上空に留まった。燃料が乏しくなったバルカンは攻撃を敢行するべくシュライクミサイルの有効射程である高度3,000mまで降下。その際アルゼンチン軍のスカイガード射撃統制レーダーにロックオンされ、対空砲火を受けるが回避に成功し、シュライクミサイル二発を発射、スカイガード射撃統制レーダーの破壊に成功した。この際、同レーダー施設のオペレーターであるアルゼンチン軍兵士3名も戦死した。
攻撃に成功したバルカンは帰途についたが、その4時間後に帰還用の燃料をヴィクターから給油しようした際にバルカンの空中給油の受油プローブが破損して給油ができなくなり、アセンション島への帰還が不可能になってしまう。
バルカンは止むを得ずブラジル、リオデジャネイロのガレオン国際空港（現アントニオ・カルロス・ジョビン国際空港）へ緊急着陸を試みるべく、航続距離を稼ぐために1万2000mまで上昇して同空港に向かいつつ、乗員らは作戦指示書などの機密書類とパイロンに残っていた2発のシュライクミサイルの海上投棄を試みたがシュライクミサイル1発がパイロンから離れず、結局1発のミサイルを残したまま、リオデジャネイロの飛行場に着陸した。
乗員と機体はイギリス政府とブラジル政府間の交渉が行われる間、ブラジル軍の監視下で、空港と軍施設にて抑留された（乗員らは即日退国が許可されていたが機体は許可が下りなかったため、共に残った）。
バルカンとその乗員らは6月10日に退国許可が下り、アセンション島へ無事帰還した。ブラジル側はバルカンの機体内部などを調べようとはしなかったが、同機のパイロンに残ったままだったシュライクミサイル1発だけは没収した。

### 第七次作戦
第七次作戦は1982年6月12日に行われた。
本作戦ではフォークランド諸島においてポート・スタンレーへ侵攻中だったイギリス陸軍地上部隊への支援としてのアルゼンチン軍陣地攻撃が目的だった。作戦に参加したのはイギリス空軍第55、第57飛行隊のヴィクター計11機と陣地攻撃用の空中炸裂型爆弾21発を搭載した第101飛行隊のバルカンで、バルカンはポート・スタンレー南部のアルゼンチン軍陣地へ空爆し、任務を果たして帰還した。
この2日後、フォークランド諸島のアルゼンチン軍は降伏し、フォークランド紛争は終結した。